# Неоказание помощи больному
Неоказание помощи больному — деяние, являющееся преступным согласно статье 124 Уголовного кодекса РФ. Условия для наступления ответственности за данное деяние:
- Отсутствие уважительных причин для неоказания помощи.
- Обязанность лица оказывать медицинскую помощь, вытекающая из закона или специального правила. Такая обязанность, как правило, является следствием профессионального статуса.
- Причинение как минимум средней тяжести вреда здоровью потерпевшего.

Согласно части первой данной статьи неоказание помощи больному наказывается штрафом в размере до сорока тысяч рублей или в размере заработной платы или иного дохода осужденного за период до трех месяцев, либо обязательными работами на срок до трехсот шестидесяти часов, либо исправительными работами на срок до одного года, либо арестом на срок до четырех месяцев.
То же деяние, если наказывается принудительными работами на срок до четырех лет с лишением права занимать определенные должности или заниматься определенной деятельностью на срок до трех лет или без такового либо лишением свободы на срок до четырех лет с лишением права занимать определенные должности или заниматься определенной деятельностью на срок до трех лет или без такового.